# Millières (Manche)
Millières – miejscowość i gmina we Francji, w regionie Normandia, w departamencie Manche.
Według danych na rok 1990 gminę zamieszkiwało 560 osób, a gęstość zaludnienia wynosiła 28 osób/km² (wśród 1815 gmin Dolnej Normandii Millières plasuje się na 400. miejscu pod względem liczby ludności, natomiast pod względem powierzchni na miejscu 122.).